# Yodogawa, Ōsaka
Yodogawa (淀川区 (Điến Xuyên khu) Yodogawa-ku) là quận thuộc thành phố Ōsaka, tỉnh Ōsaka, Nhật Bản. Tính đến ngày 1 tháng 10 năm 2020, dân số ước tính của quận là 183.444 người và mật độ dân số là 15.000 người/km2. Tổng diện tích của quận là 12,64 km2.